# Ivans Lukjanovs
Ivans Lukjanovs, (ros. Иван Лукьянов, Iwan Łukjanow; ur. 24 stycznia 1987 w Dyneburgu) – łotewski piłkarz rosyjskiego pochodzenia występujący na pozycji napastnika, reprezentant kraju.

## Kariera piłkarska

### Kariera klubowa
W 2005 roku Lukjanovs rozpoczął swoją karierę piłkarską w drugiej drużynie Skonto Ryga. Potem występował w Olimps Ryga, FK Szawle i Sūduvie Mariampol, przechodząc do tych klubów na zasadzie wypożyczenia.
W 2009 roku Łotysz przeniósł się do Lechii Gdańsk. Cena transferu wyniosła ok. 600 tys. złotych. W "biało-zielonych" zadebiutował 31 lipca 2009 roku w wygranym meczu przeciwko Arce Gdynia (2:1), notując asystę przy golu Karola Piątka. Pierwszą bramkę zdobył 25 listopada, również w pojedynku z Arką. Lechię reprezentował do końca sezonu 2011/2012, rozgrywając w Ekstraklasie 77 spotkań i strzelając 5 goli.
17 sierpnia 2012 roku Lukjanovs trafił do ukraińskiego Metałurha Zaporoże. Podczas przerwy zimowej sezonu 2012/2013 odszedł z klubu. Obecnie występuje w zespole Wołgar-Gazprom Astrachań, grającego w rosyjskiej Dywizji 1 (II poziom rozgrywek). Latem 2013 roku został zawodnikiem klubu Rotor Wołgograd.

### Kariera reprezentacyjna
W reprezentacji Łotwy Lukjanovs zadebiutował 22 stycznia 2010 roku w meczu z Koreą Południową, wchodząc na boisko w 64. minucie za Andrejsa Perepļotkinsa.